# 日経情報ストラテジー
日経情報ストラテジー（にっけいじょうほうストラテジー）は、日経BP社が発行する月刊経営誌。毎月24日ごろ発売。英語表記はNikkei Information Strategy
キャッチフレーズは「経営革新にITを活かす」。表紙は企業の経営トップの写真で、インタビュー記事も掲載している。
先進企業のIT活用事例、ITに関する先端情報などを紹介する。日本版SOX法、IFRS、SCM（サプライチェーン・マネジメント）、CRM（顧客関係管理）、ERP（企業資源計画）などに関する記事も多い。
特に、企業のCIO(最高情報責任者)に焦点を当てており、毎号有力企業のCIOへのインタビューを掲載するほか、毎年「CIOオブ・ザ・イヤー」を選出している。CIOの会員組織「日経情報ストラテジーCIO倶楽部」も存在する。
直販誌の形態をとっているが、一部の書店の店頭にも置いている。創刊は1992年5月。部数は約2万部。
2017年8月号（6月29日発売）で休刊予定。

## 連載コラム
- 会社を変える
- 主張するCIO
- 3分間キーワード
- トップインタビュー
- 私のリーダー論
- 改革の奇跡 あのプロジェクトの舞台裏
- 成果出す業務革新の現場
- 10分間で学べる業務革新講座